# Tomas Staat Op!
Tomas Staat Op! was een radioprogramma op Studio Brussel met als presentator Tomas De Soete en als sidekick Linde Merckpoel. Het programma werd uitgezonden van maandag tot vrijdag tussen 6.00 en 9.00. Tijdens de vakanties vervingen Steven Lemmens en Roos Van Acker Tomas en Linde, het werd dan Steven en Roos Staan Op. Het programma startte eind augustus/begin september 2008 en de laatste uitzending was op 1 juni 2012. Vanaf maandag 4 juni was er dan Sam en Roos Staan Op! met Sam De Bruyn en Roos Van Acker, tijdens de zomervakantie presenteerden onder andere Erika Van Tielen samen met Joris Lenaerts, Linde Merckpoel samen met Jonas Decleer, Ilse Liebens samen met Joris Lenaerts en ook Roos Van Acker en Steven Lemmens het ochtendblok op Studio Brussel. Vanaf 3 september heeft Studio Brussel het nieuwe ochtendprogramma bekendgemaakt: Siska Staat Op! met Siska Schoeters, Stijn Van de Voorde en Stijn Vlaeminck.